# Benington Castle
Benington Castle är ett slott i Storbritannien.   Det ligger i grevskapet Hertfordshire och riksdelen England, i den sydöstra delen av landet, 40 km norr om huvudstaden London. Benington Castle ligger 115 meter över havet.
Terrängen runt Benington Castle är platt, och sluttar söderut. Runt Benington Castle är det tätbefolkat, med 286 invånare per kvadratkilometer. Närmaste större samhälle är Stevenage, 5,9 km väster om Benington Castle. Trakten runt Benington Castle består till största delen av jordbruksmark.